# NGC 6048
NGC 6048 est une vaste galaxie elliptique située dans la constellation de la Petite Ourse. Sa vitesse par rapport au fond diffus cosmologique est de 7 706 ± 20 km/s, ce qui correspond à une distance de Hubble de 113,7 ± 8,0 Mpc (∼371 millions d'al). NGC 6048 a été découverte par l'astronome germano-britannique William Herschel en 1791.
Selon la base de données Simbad, NGC 6048 est une radiogalaxie.